# Brenz (Fluss)
Die Brenz ist ein etwa 52 km langer linker und nördlicher Nebenfluss der Donau in Baden-Württemberg und Bayern.

## Name
Der vorgermanische Name, ungefähr *Brandisa, leitet sich vom keltischen *brannd-i- für 'das Hervorquellen' ab. Die Bedeutung wäre demnach 'Fluss, der aus einer großen Quelle kommt'.

## Verlauf

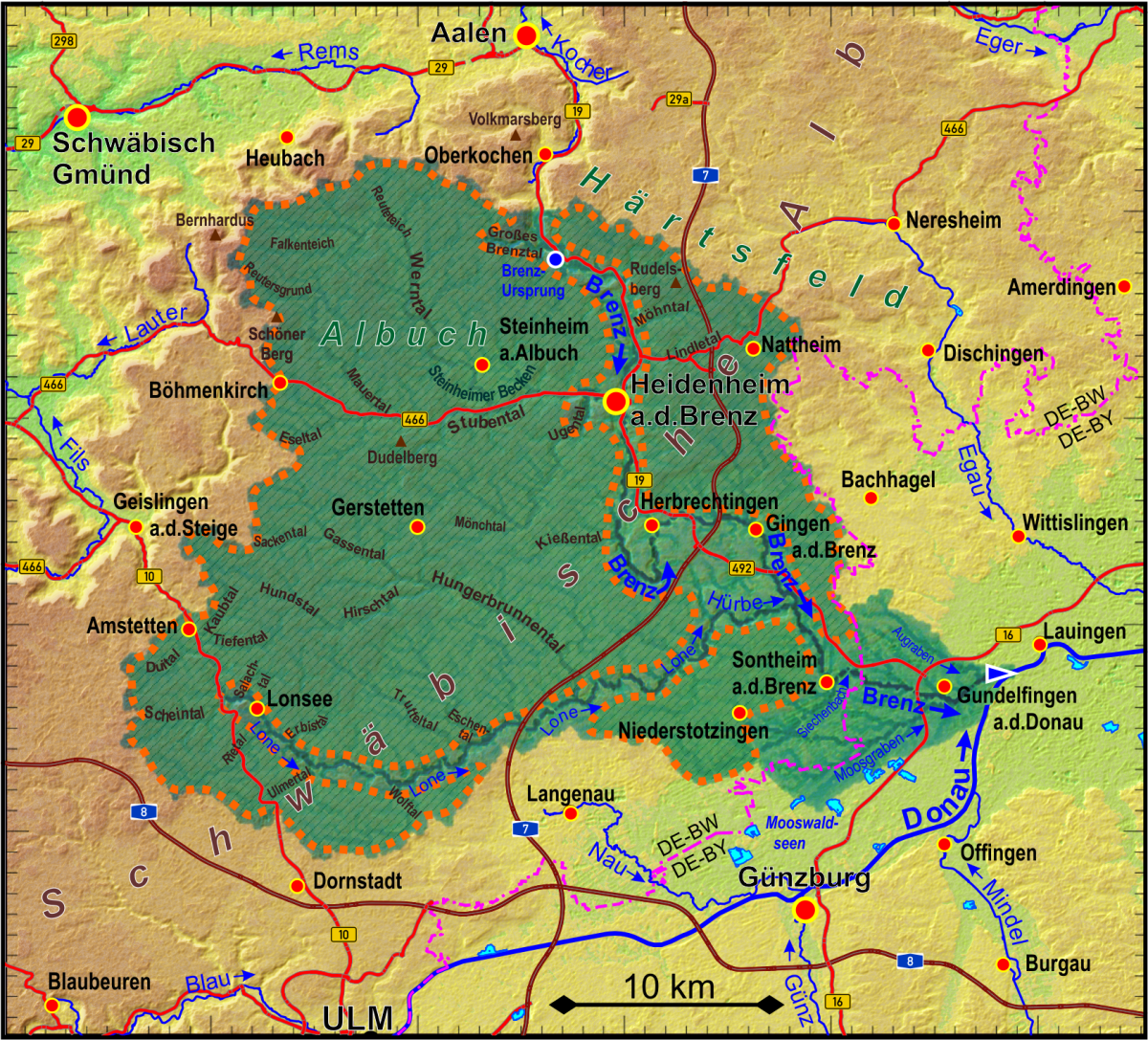
Einzugsgebiet der Brenz. Innerhalb der schraffierten Fläche existieren nahezu keine Oberflächenabflüsse. Wichtige Trockentäler sind mit Namen versehen.

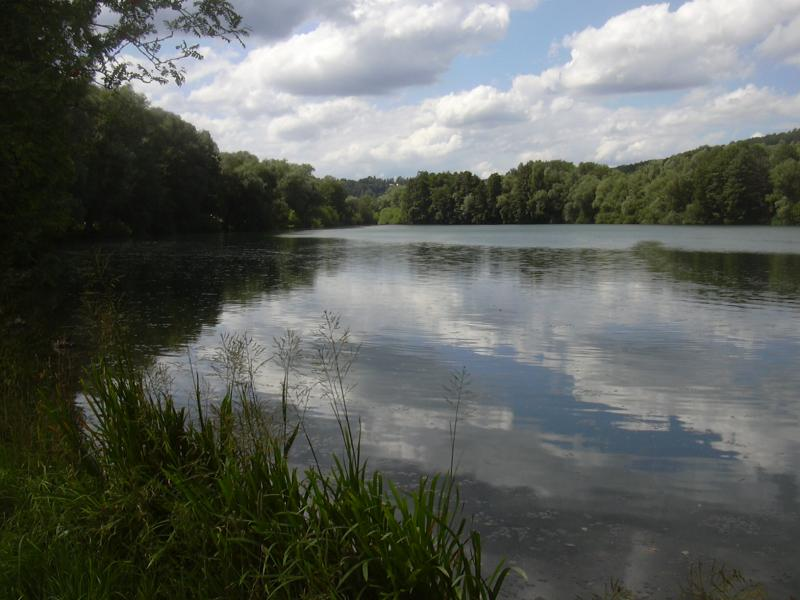
Itzelberger See

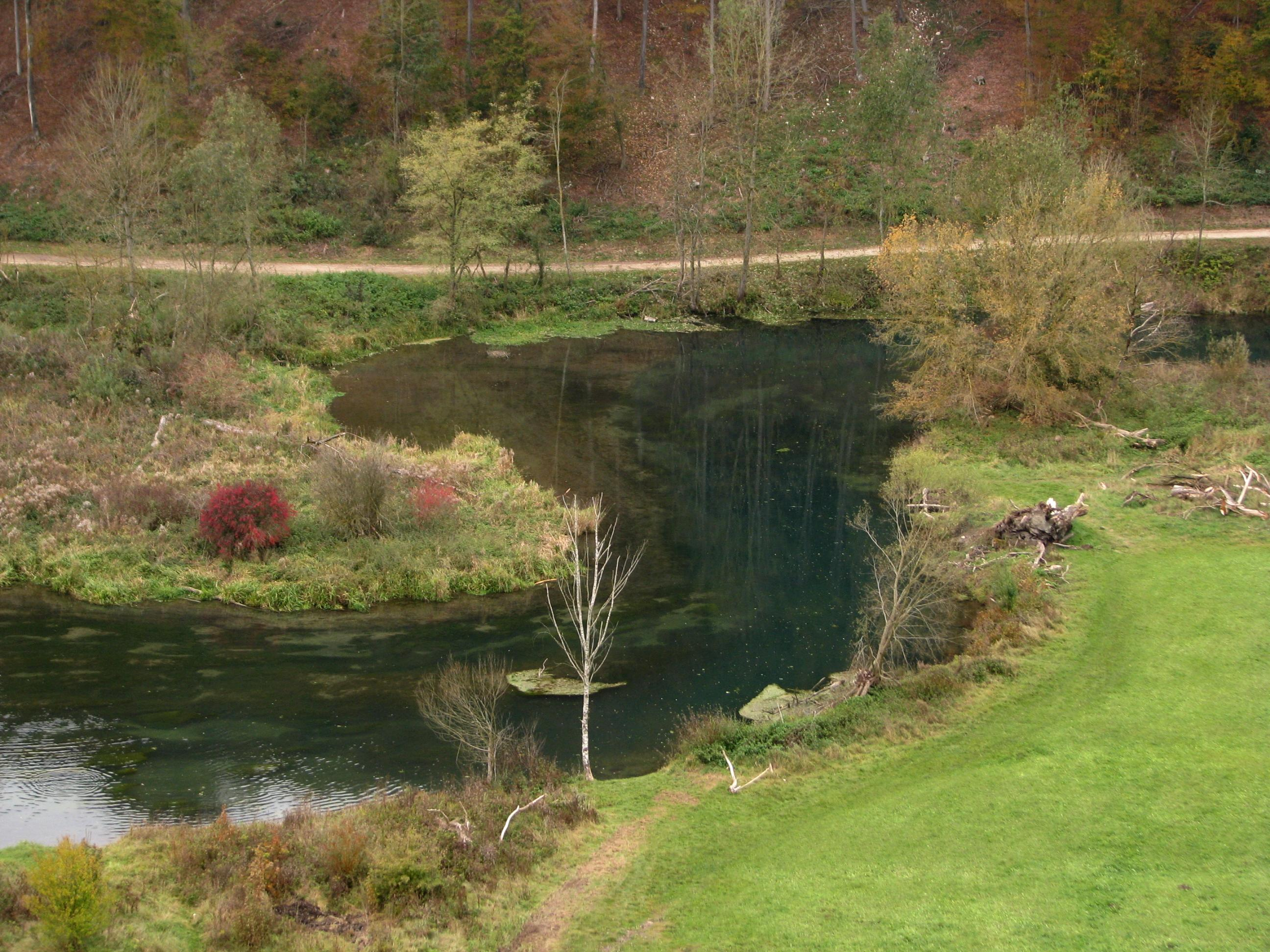
Mäander der Brenz im Eselsburger Tal

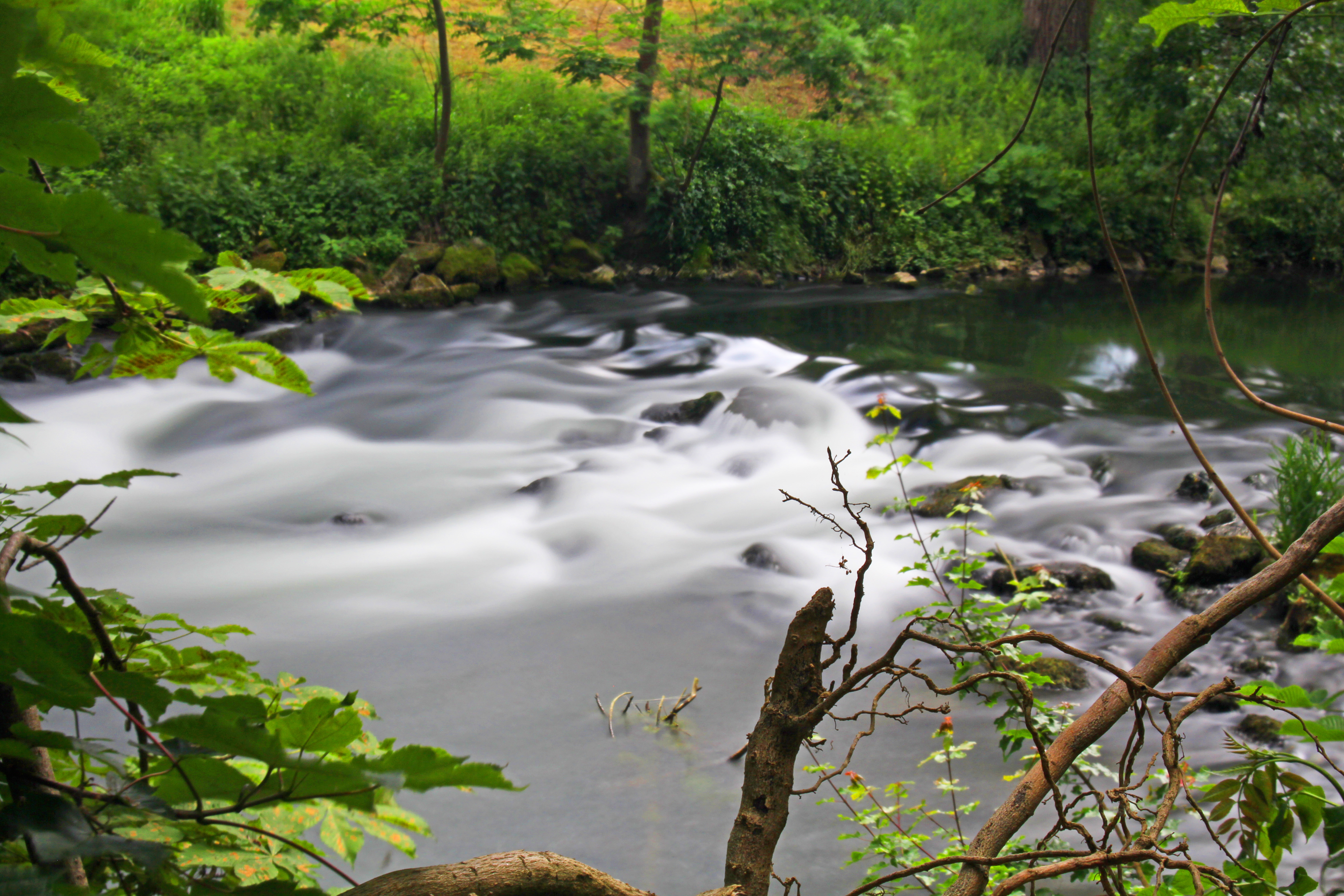
Mündung bei Faimingen

Die Quelle der Brenz liegt im Landkreis Heidenheim auf der östlichen Schwäbischen Alb. Ihr Wasser entfließt dem Brenztopf in Königsbronn, einer typischen Karstquelle mit großer Schüttung, die leicht erreichbar an einer Felswand auf etwa 500 m ü. NHN liegt.
Der Quelle hinterlegt ist ein umfangreiches, Brenzhöhle genanntes Karsthöhlensystem, dessen Eingang rund 4 m unter der Wasseroberfläche erst 2017–2019 freigelegt wurde. Die Höhle wurde 2021 bis auf rund 247 m Länge ausgemessen – 2025 erfolgten Vorstöße bis auf 935 m Länge, ohne dass schon ein Ende absehbar wäre. Ihr Grund verläuft zwischen −39 und +20 m über dem Quellspiegel.
Das Einzugsgebiet umfasst über 860 km², von denen nur etwas über 60 km² in Bayern liegen, der Rest in Baden-Württemberg. Die Brenz zählt nach ihrem Typus zu den karbonatischen Bächen und kleinen Flüssen.
Bereits kurz nach ihrer Quelle wird die Brenz zum Itzelberger See aufgestaut, an dessen Südende das alte Härtsfeld-Albuch-Wasserwerk steht. Von dort läuft das Brenztal in meist südlicher und südöstlicher Richtung durch den Landkreis Heidenheim und legt sich dort bei Herbrechtingen-Eselsburg in eine 180°-Südschleife. Zwischen Faimingen und Lauingen mündet die Brenz schließlich nach ihren letzten knapp 10 km im bayerischen Landkreis Dillingen an der Donau von links und Westen nach über 52 km langem Weg in die Donau.
Die Brenz mündet etwa 77 Höhenmeter unterhalb ihrer Quelle, weshalb sie mit ihrem mittleren Sohlgefälle von nur etwa 1,5 ‰ recht gemächlich fließt. Vielerorts mäandriert sie noch naturbelassen durch Talwiesen. Abschnittsweise ist sie aber auch kanalisiert, überbaut und begradigt, hauptsächlich im verstädterten Bereich um Heidenheim zwischen Schnaitheim und Bolheim.
In Bolheim versickert ein Teil des Brenzwassers und nimmt eine unterirdische Abkürzung nach dem nahen Herbrechtingen. Das Tal ist an dieser Stelle recht eben, das Sickerwasser läuft von hier auf kürzerer Strecke in einer wasserführenden Schicht, während der Fluss selbst die über 7 km lange Eselsburger Südschleife durchzieht.

## Zuflüsse und Seen
Teilweise hierarchische Liste der Zuflüsse und  Seen, jeweils von der Quelle zur Mündung. Gewässerlänge, Seefläche, Einzugsgebiet und Höhe nach den entsprechenden Layern auf der Onlinekarte der LUBW. Andere Quellen für die Angaben sind vermerkt.
Die Einzugsgebiete sind hier nach den Bergwasserscheiden an der Oberfläche angegeben, die unterirdischen der landschaftscharakteristischen Karstquellen können diesen gegenüber sehr verschieden sein.
Auswahl.
Ursprung der Brenz unter einem Fels an der rechten Talseite in Königsbronn in der Karstquelle Brenztopf auf 500,3 m ü. NN.
- Ziegelbach, von links und Nordwesten auf rund 500 m ü. NHN am Kloster Königsbronn in Königsbronn, 2,5 km und 23,9 km². Entfließt auf etwa 510 m ü. NHN einer Karstquelle an einem Felsfuß am Unterhang bei Königsbronn-Ziegelhütte. Dieser sehr viel längere Quellast – die Brenz ist vom Brenztopf bis zum Zufluss des Ziegelbachs gerade mal etwa einen Viertelkilometer lang[LUBW 6] – durchläuft den südlichen Teil des flachen Urbrenztals zwischen Kocher- und Brenzursprung.
  -  Durchfließt auf etwa 507 m ü. NHN einen Teich an der Ziegelhütte, unter 0,1 ha.
  - Seegartenhofgraben, von links und Norden auf über 505 m ü. NHN nahe der Ziegelhütte, ca. 0,8 km[LUBW 6] und ca. 5,4 km².[LUBW 7] Entsteht auf etwa 507 m ü. NHN bei Königsbronn-Birkach.
  - Leeraus, von links und Norden auf etwa 505 m ü. NHN an der B 19 in Königsbronn, 0,5 km und ca. 1,1 km².[LUBW 7] Entspringt nur selten (Hungerquelle) auf etwa 504 m ü. NHN unter dem Frauenstein im Königsbronner Ortsbereich an der Frauensteinstraße.
- Pfeffer, von links und Nordnordosten auf 496,7 m ü. NHN[LUBW 8] am Kloster Königsbronn, 0,5 km und 0,1 km². Entspringt auf etwa 510 m ü. NHN unterm Herrenstein und hinter dem Königsbronner Gießereiwerk einer angestauten Karstquelle.
- Ochsenberggraben, von links und Nordwesten wenig vor dem Ortsende von Königsbronn, 0,4 km und 0,1 km². Auengraben.
- → (Abgang des Inselgrabens), nach links nach der Unterquerung der Brenzbahn und unmittelbar vor dem folgenden See, in den er dann mündet, um ihn in einem linken Abfluss kurz vor der Rückmündung wieder zu verlassen
- Durchfließt auf 495,6 m ü. NHN[LUBW 9] den Itzelberger See vor Königsbronn-Itzelberg, 6,4 ha.
- ← (Rücklauf des Inselgrabens), kurz nach beiden Seeausflüssen von links auf über 493 m ü. NHN in Itzelberg, 0,7 km und 2,3 km².
- Siebterfussgraben, von rechts und insgesamt Norden auf etwa 492 m ü. NHN nach der Getreidemühle gegenüber von Heidenheim an der Brenz-Aufhausens, 1,7 km und 0,8 km². Entsteht auf etwa 493 m ü. NHN unterm Umlaufberg Brünneleskopf der Brenz. Geschlungener Auengraben durch das Naturschutzgebiet Brünneleswiesen, der offenbar aus einem heute flussaufwärts nicht mehr verbundenen Nebenarm der Brenz entstand.[9]
- (Mühlkanal), nach und von rechts in Heidenheim-Schnaitheim, 0,2 km.
- Badenberggraben, von links und Ostnordosten auf etwa 490 m ü. NHN im Gewerbegebiet In den Seewiesen am flussabwärtigen Ende des Sportgeländes am Brenzlauf, 0,5 km und deutlich unter 0,1 km².[LUBW 7] Entsteht auf etwa 495 m ü. NHN neben der Kreuzung der Nattheimer Straße mit der Straße Knupfertal. Flutgraben für den auf ganzer Länge verdolt parallellaufenden Nattheimer Talgraben, s. u.
- Möhntalgraben, von links und insgesamt Nordosten auf etwa 490 m ü. NHN an der Kläranlage zwischen Schnaitheim und Heidenheim, 3,1 km und 31,4 km². Entsteht auf etwa 511 m ü. NHN vor dem Damm des gewöhnlich trockenen  Hochwasserrückhaltebeckens Möhntal, im Ortsbereich meist verdolter Abwasserkanal zur Kläranlage, der zuletzt den vorigen kreuzt.
  - Nattheimer Talgraben, von links zuletzt verdolt neben dem Badenberggraben an der Querung des Badenberggrabens durch die Straße In den Seewiesen 5,4 km und ca. 21,6 km².[LUBW 7] Entsteht wenig über 540 m ü. NHN westlich von Nattheim im Lindletal an der B 466 nach Schnaitheim nahe der Ramensteinhöhle.
    - Reibertälebach, von links und Südosten auf etwa 522 m ü. NHN kurz vor der Lindletalbrücke der A 7, 1,1 km und ca. 4,1 km².[LUBW 7] Entsteht auf unter 550 m ü. NHN neben der K 3032 von Nattheim zur Autobahnausfahrt Heidenheim der A 7 gegenüber der alten Lindenallee.
    -  Durchfließt auf etwa 505 m ü. NHN das gewöhnlich trockene Hochwasserrückhaltebecken Nattheimer Tal.
- Passiert einen Teich links am Lauf im Heidenheimer Brenzpark auf unter 490 m ü. NHN, 0,1 ha.
- Stadtbach, nach und von rechts auf unter 490 m ü. NHN am unteren Ende des Brenzparks, 0,4 km. Angelegter rechter Nebenlauf.
- Wedel oder Wedelgraben, von rechts und insgesamt Westen in Heidenheim zuletzt verdolt an der St. Pöltener Straße, 2,9 km und 217,9 km².[LUBW 10] Fließt auf etwa 558 m ü. NHN wenig östlich von Steinheim am Albuch-Söhnstetten aus seinen beiden Oberläufen zusammen.
  - Eseltalgraben, rechter Oberlauf aus dem Westen, 11,9 km und 20,1 km². Entsteht auf etwa 585 m ü. NHN am Auslass des gewöhnlich trockenen  Hochwasserrückhaltebeckens Eseltal. Unbeständig.
  - Mauertalgraben, linker Oberlauf von Nordwesten, 1,7 km und 33,5 km². Entsteht auf etwa 585 m ü. NHN am Auslass des gewöhnlich trockenen  Hochwasserrückhaltebeckens Mauertal. Unbeständig.
  - (Zufluss aus dem Zwerchstubental), von rechts und Süden auf etwa 538 m ü. NHN zwischen Söhnstetten und Steinheim-Sontheim im Stubental, 1,0 km und 14,1 km². Entsteht auf etwa 550 m ü. NHN an der Reishalde am Nordknick des Zwerchstubentals. Unbeständig.
  - Wentalgraben, von links und Nordwesten auf etwa 538 m ü. NHN nahe der Unteren Ziegelhütte von Steinheim, 12,0 km inklusive des trockenen Obertals ab dem Essinger Wohnplatz Am Wental (ca. 613 m ü. NHN) und 83,7 km². Führt gewöhnlich allenfalls auf den letzten etwa 2,6 km[LUBW 6] ab dem östlichen Ortsrand von Steinheim am Albuch (ca. 525 m ü. NHN) Wasser. Das fast immer trockene Obertal Wental ist auf langen Strecken sogar bettlos, in dessen unterem Teil liegt vor Steinheim im „Lauf“ das gewöhnlich trockene  Hochwasserrückhaltebecken Wental.
  - Ugentalgraben, von rechts und Südwesten auf etwa 494 m ü. NHN in Heidenheim an der Einmündung der Teckstraße in die Wilhelmsstraße (B 466), 5,0 km und 38,2 km². Der Graben beginnt auf etwa 524 m ü. NHN etwas oberhalb des gewöhnlich trockenen Hochwasserrückhaltebeckens Ugental und nördlich des Rezenbergs.
- Haintalgraben, von links und Osten auf etwa 484 m ü. NHN zuletzt verdolt unter der Alexanderstraße von Heidenheim, 3,3 km und 10,1 km². Entsteht auf unter 520 m ü. NHN am Auslass des gewöhnlich trockenen  Hochwasserrückhaltebeckens Haintal.
- (Zufluss aus der Brunnenmühlenquelle), von rechts in Heidenheim auf etwa 483 m ü. NHN nahe der Paul-Hartmann-Straße, unter 0,1 km und unter 0,1 km². Entfließt einem gemauerten Stollen am Fuß des Prallhangs und durchläuft ein Quellbecken direkt neben der Brenz.
- → (Abgang des Kraftwerkskanals Zoeppritex), nach rechts in Heidenheim am Südende der Gurststraße
- Darmbach, von links in Heidenheim, über 0,2 km und 0,7 km².
  - Pflusterbach, von links eben schon auf der Gemarkung Heidenheim-Mergelstetten, 0,5 km. Entspringt der Goldquelle gegenüber der Einmündung der Straße Täle in die B 19.
- ← (Rücklauf des Kraftwerkskanals Zoeppritex), von rechts in Heidenheim vor der Brücke der Hainenbachstraße, 0,3 km und unter 0,1 km².[LUBW 7]
- →← (Abgang und Rücklauf des Triebwerkskanals Wangenmühle), nach und von rechts vor und nach der Straße Wangenmühle, 0,4 km und 0,5 km².
- → (Abgang des Triebwerkskanals Zoeppritex), nach rechts beim Klärwerk am Südende des Heidenheimer Stadtgebiets
- ← (Rücklauf des Triebwerkskanals Zoeppritex), von rechts auf etwa 475 m ü. NHN in Herbrechtingen-Bolheim, 1,4 km und 4,0 km².
- Orstel, von rechts auf etwa 475 m ü. NHN am Ortsende von Bolheim, 1,9 km und 1,8 km². Entsteht nach der amtlichen Gewässerkarte auf etwa 545 m ü. NHN westlich von Bolheim am Tiefen Weg, die Talmulde des im oberen Bereich gewöhnlich trockenliegenden Bachs noch weiter westlich auf etwa 585 m ü. NHN am Wiesengewann Alte Neureut.
  -  Durchzieht das Hochwasserrückhaltebecken Orstel auf etwa 505 m ü. NHN wenig westlich von Bolheim. Das gewöhnlich trockene Becken wurde 1987 errichtet und kann mit fast 14 m hohem Erddamm bis zu 72.000 m³ Wasser zurückhalten.
- Klosterbach, von rechts auf etwa 472 m ü. NHN bei Herbrechtingen-Riedmühle, 0,4 km und unter 0,1 km². Ist linker Abzweig des folgenden kurz vor dem Ortskern von Herbrechtingen-Anhausen
- Kiesertalgraben, von rechts auf etwa 472 m ü. NHN wenig nach der Riedmühle, 1,3 km und 14,8 km². Entsteht auf etwa 474 m ü. NHN nahe am Wasserwerk zwischen Bolheim und Anhausen.
- Altwasser, von links auf etwa 471 m ü. NHN bei Gerstetten-Bindstein, 1,8 km und 1,7 km². Entsteht auf etwa 473 m ü. NHN in der linken Brenzaue an der Straße Herbrechtingen–Anhausen.
- → (Abgang des Kraftwerkkanals am Ortsanfang von Herbrechtingen), nach rechts auf etwa 467 m ü. NHN am Museum am Ortseingang von Herbrechtingen
- (Bach aus dem Stockbrunnen), von links und Westen auf etwa 467 m ü. NHN am Südrand von Herbrechtingen an den Sportplätzen, 0,3 km und ca. 0,6 km².[LUBW 7] Der Stockbrunnen entspringt auf etwa 475 m ü. NHN wenig westlich des Herbrechtinger Festplatzes.
- ← (Rücklauf des Kraftwerkkanals am Ortsanfang von Herbrechtingen), von rechts auf etwa 466 m ü. NHN gegenüber dem Stadion, 0,4 km und über 0,1 km².[LUBW 7]
- Klosterbach, von rechts und Südosten auf etwa 466 m ü. NHN in Herbrechtingen nur einen Steinwurf nach dem vorigen, über 0,2 km und ca. 1,0 km².[LUBW 7] Entsteht auf etwa 470 m ü. NHN nahe an der Kirche des ehemaligen Klosters.
- Passiert auf etwa 465 m ü. NHN den Teich am linken Ufer im Herbrechtinger Stadtgarten, 0,6 ha.
- (Bach aus dem Gänsbrunnen), von links und Südwesten auf etwa 465 m ü. NHN am Nordrand des Stadtgartens in Herbrechtingen, über 0,1 km und über 0,1 km².[LUBW 7]
- Höllbach, von links in Giengen an der Brenz, 4,5 km und 16,8 km².
- Espachgraben oder Aischbach, von links in Giengen
- Hürbe, von rechts zwischen Hermaringen und Bergenweiler
- Siechenbach, nach rechts kurz vor Gundelfingen an der Donau
- → (Abzweig der Kleinen Brenz), nach rechts
- Zollsaulgraben, von rechts gleich nach deren Abzweig in die Kleine Brenz
- ← (Rücklauf der Kleinen Brenz), von rechts kurz vor Gundelfingen an der Donau
- Seegraben, von links in Gundelfingen
- Auengraben, von links in Gundelfingen
- Aspengraben, von rechts vor Faimingen

Mündung der Brenz von links und zuletzt Westen auf 423 m ü. NHN unterhalb der Faiminger Donaustaustufe am Südwestrand von Lauingen in die Donau. Die Brenz ist 52,5 km lang und hat ein 863,7 km² großes Einzugsgebiet.

## Naturraum
Da sich das breite Wiesental der Brenz durch die Juralandschaft der Schwäbischen Alb schlängelt, findet man an dessen Rand einige markante Kalkfelsen. Seine Hänge sind oft von Laubwald bestanden. In diesen steilen und deswegen weitgehend naturbelassenen Laubwäldern finden sich eine Reihe von seltenen und geschützten Pflanzen. An den freien beweideten Hängen findet man nicht selten eine typische Wacholderheide.
Im Brenztal gibt es einige Karsthöhlen, darunter etwa die Spitzbubenhöhle bei Eselsburg und die Irpfelhöhle bei Giengen an der Brenz, ein steinzeitlicher Hyänenhorst. Ein Teil des Brenztales steht unter Naturschutz, darunter die Brenzschleife bei Eselsburg. Das Tal gehört seit 2006 zum Geopark Schwäbische Alb und ist seit 2007 Europäisches Vogelschutzgebiet.
Entlang der Brenz hat sich, wie Fraßspuren zeigen, der Biber wieder angesiedelt.
Das Brenzwehr in Bolheim wurde jetzt umgebaut und modernisiert, dabei wurde an der linken Flussseite eine einzigartige Fischtreppe eingerichtet. Sie ermöglicht den verschiedenen Fischarten ein ungehindertes Auf- und Abschwimmen, was das Wehr früher verhinderte.
Der Brenzursprung ist seit 2019 als bedeutendes Geotop und Geopoint des UNESCO Geopark Schwäbische Alb ausgezeichnet.

## Kulturraum

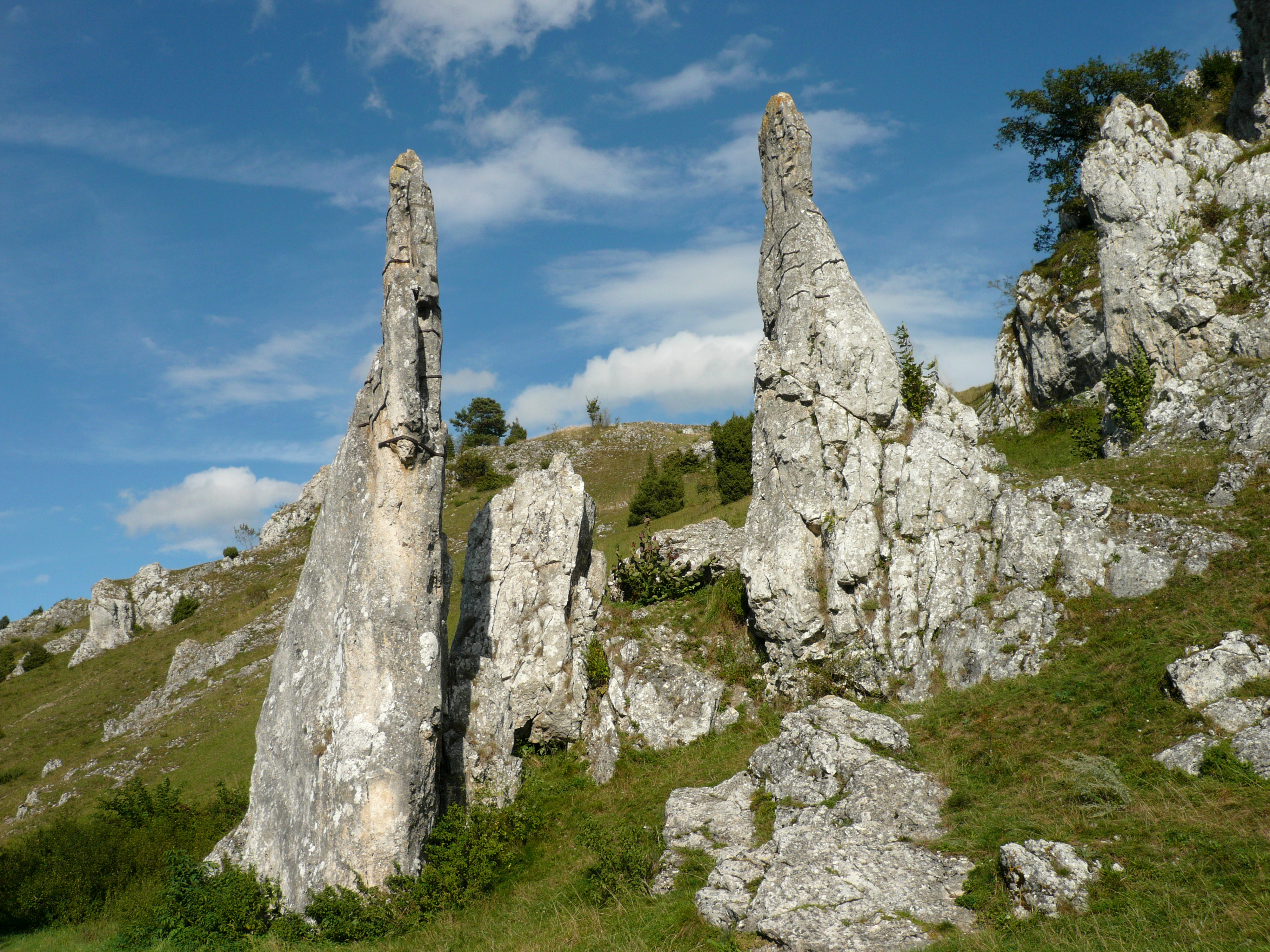
„Steinerne Jungfrauen“ im Eselsburger Tal

Im Brenztal finden sich einige interessante Burgen und Ruinen. Die markanteste ist zweifelsohne die Burg Hellenstein in Heidenheim. In Anhausen und Herbrechtingen liegen zwei schöne alte Klöster, das Herbrechtinger stammt aus der Karolingerzeit. Die geschichtsträchtige Reichsstadt Giengen birgt manche Sehenswürdigkeit, ebenso das Dorf Brenz mit seiner romanischen Basilika.
Obwohl die Brenz nur ein geringes Gefälle aufweist, gibt es an ihr einige interessante Mühlen. In Aufhausen ist an einer noch ein altes Wasserrad im Betrieb.
Die Straße der Staufer führt teilweise durch das Brenztal.
Folgende Schlösser, Burgen und Ruinen befinden sich im Brenztal:
- Ruine Herwartstein südlich von Königsbronn
- Schloss Hellenstein
- Ruine Hurwang zwischen Bolheim und Mergelstetten
- ehemalige Burg Bindstein im Eselsburger Tal gegenüber der früheren Mühle Bindstein auf der anderen Brenz-Seite am Buigen
- Ruine Hürgerstein im Eselsburger Tal auf der Gemarkung Dettingen und "unweit der Burg Falkenstein",[10] heute nahezu ganz verschwunden
- Domäne Falkenstein im Eselsburger Tal auf der Gemarkung Dettingen, eine ehemals stolze Burg, die heute nur noch zur Hälfte vorhanden ist; zugleich ein wunderbarer Aussichtspunkt über das Brenztal
- Ruine Eselsburg oberhalb des gleichnamigen Dörfleins im Eselsburger Tal, heute nahezu ganz verschwunden
- Burgruine Güssenburg bei Hermaringen, Stammsitz der Güssen, Teile des Palas und Bergfried sind noch erhalten
- Ruine Stronburg bei Hermaringen, heute nahezu komplett verschwunden
- Ruine Ravensburg zwischen Hermaringen und Bergenweiler, heute bis auf spärliche Reste der Burggräben verschwunden
- ehemaliges Wasserschloss Bergenweiler, 1932 abgebrannt und bis auf wenige Mauerreste abgetragen
- Schloss Brenz
- Wasserschloss Bächingen an der Brenz
- Schloss Schlachtegg in Gundelfingen

Als weitere Baudenkmäler im Brenztal sind erwähnenswert:
- ehemaliges Zisterzienserkloster Königsbronn
- ehemaliges Kloster Anhausen
- ehemaliges Kloster Herbrechtingen
- Stadtkirche in Giengen
- Galluskirche in Brenz
- ehemaliges Kloster Echenbrunn
- Apollo-Grannus-Tempel in Faimingen

## Energiegewinnung und Wasserbewirtschaftung
Entlang der Brenz finden sich einige kleinere, zum Teil nicht mehr in Betrieb befindliche Laufwasserkraftwerke, so unter anderem eines gleich am Brenztopf in der Königsbronner Hammerschmiede, in Bolheim, Herbrechtingen, Hermaringen und Bergenweiler. Auch nutzen einige der entlang der Brenz ansässigen Firmen das Brenzwasser zur Kühlung und zum Betrieb von Maschinen, wie z. B. die Vereinigten Filzfabriken in Giengen.
In Bolheim befindet sich der Bauhof des für die Brenz (Gewässer I. Ordnung) im württembergischen Bereich zuständigen Landesbetriebes Gewässer beim Regierungspräsidium Stuttgart. Sitz des Flussmeisters ist Ellwangen.

## Verkehr
Das Brenztal und das aufwärts anschließende Tal des gegenläufigen Kochers, zusammen entstanden als ein Durchbruchstal der mächtigeren Urbrenz durch die Schwäbische Alb, als die Quelläste noch weit nördlich des heutigen Albtraufs ihren Lauf begannen, ist heute eine wichtige Verkehrsachse. In ihm verläuft teilweise die Eisenbahnlinie Aalen–Heidenheim–Ulm (Brenzbahn), ebenso wie die B 19, die schon sehr weit nördlich der Alb dem Taleinschnitt des mittleren Kochers folgt. Bei Giengen an der Brenz kreuzt die A 7 Würzburg–Ulm auf der Brenztalbrücke (376 m) das Tal.
In ihm laufen ebenfalls der „Radwanderweg Brenztal“, an seinem Rand ein Abschnitt des Hauptwanderwegs 4 des Schwäbischen Albvereins.

## Orte
Die Brenz fließt durch folgende Orte oder berührt sie:
- Königsbronn
- Itzelberg
- Aufhausen
- Schnaitheim
- Heidenheim an der Brenz
- Mergelstetten
- Neubolheim
- Bolheim
- Anhausen (Riedmühle)
- Dettingen am Albuch (Bindstein)
- Eselsburg
- Herbrechtingen
- Giengen an der Brenz
- Hermaringen
- Bergenweiler
- Brenz an der Brenz
- Sontheim an der Brenz
- Bächingen an der Brenz
- Gundelfingen an der Donau
- Echenbrunn
- Faimingen
- Lauingen (Donau)

### LUBW
Amtliche Online-Gewässerkarte mit passendem Ausschnitt und den hier benutzten Layern: Lauf und Einzugsgebiet der Brenz

Allgemeiner Einstieg ohne Voreinstellungen und Layer: Daten- und Kartendienst der Landesanstalt für Umwelt Baden-Württemberg (LUBW) (Hinweise)
1. 1 2 3  Länge nach dem Layer Gewässernetz (AWGN).
2. 1 2  Einzugsgebiet nach dem Layer Aggregierte Gebiete 04.
3. ↑  Seefläche nach dem Layer Stehende Gewässer.
4. ↑  Einzugsgebiet nach dem Layer Basiseinzugsgebiet (AWGN).
5. ↑  Höhe nach dem Höhenlinienbild auf dem Hintergrundlayer Topographische Karte.
6. 1 2 3  Länge abgemessen auf dem Hintergrundlayer Topographische Karte.
7. 1 2 3 4 5 6 7 8 9 10  Einzugsgebiet abgemessen auf dem Hintergrundlayer Topographische Karte.
8. ↑  Höhe nach grauer Beschriftung auf dem Hintergrundlayer Topographische Karte.
9. ↑  Höhe nach blauer Beschriftung auf dem Hintergrundlayer Topographische Karte.
10. ↑  Einzugsgebiet nach dem Layer Aggregierte Gebiete 04.

### BayernAtlas („BA“)
Amtliche Online-Gewässerkarte mit passendem Ausschnitt und den hier benutzten Layern: Lauf und Einzugsgebiet der Brenz

Allgemeiner Einstieg ohne Voreinstellungen und Layer: BayernAtlas der Bayerischen Staatsregierung (Hinweise)
1. 1 2  Höhe abgefragt auf dem Hintergrundlayer Amtliche Karte (Rechtsklick).

### Andere Belege
1. ↑  Hansjörg Dongus: Geographische Landesaufnahme: Die naturräumlichen Einheiten auf Blatt 171 Göppingen. Bundesanstalt für Landeskunde, Bad Godesberg 1961. → Online-Karte (PDF; 4,3 MB)
2. ↑  Ralph Jätzold: Geographische Landesaufnahme: Die naturräumlichen Einheiten auf Blatt 172 Nördlingen. Bundesanstalt für Landeskunde, Bad Godesberg 1962. → Online-Karte (PDF; 3,9 MB)
3. 1 2  Höhe nach schwarzer Beschriftung auf dem Meßtischblatt 7226 Oberkochen von 1927 in der Deutschen Fotothek
4. ↑  Deutsches Gewässerkundliches Jahrbuch Donaugebiet 2006 Bayerisches Landesamt für Umwelt, S. 113, abgerufen am 4. Oktober 2017, Auf: bestellen.bayern.de (PDF, deutsch, 24,2 MB).
5. ↑  Albrecht Greule: Deutsches Gewässernamenbuch. Walter de Gruyter, Berlin / Boston 2014, ISBN 978-3-11-057891-1, S. 73, „Brenz“ (Auszug in der Google-Buchsuche).
6. ↑  Schon 1903–1905 war hinter dem Königbronner Rathaus der Brenzstollen in den Berg getrieben worden in der Hoffnung, auf einen – Königssee genannten – Quellsee zu stoßen.
7. ↑  Andreas Uitz: Tauchgang in die Tiefen des Karsts. In: Heidenheimer Zeitung. 19. April 2025, S. 15.
8. ↑  Christian Eckert, Thomas Kempf, Sabine Eckert und Matthias López Correa: Die Brenzhöhle in Königsbronn auf der östlichen Schwäbischen Alb. (PDF; 2,1 MB) In: Mitteilungen des Verbandes der Deutschen Höhlen- und Karstforscher e. V. August 2021, S. 31–41, abgerufen am 20. April 2025.
9. ↑  Auf dem Meßtischblatt 7226 Oberkochen von 1927 in der Deutschen Fotothek ist der Siebterfussgraben noch ein nahe dem heutigen Grabenursprung von der Brenz abgehender Nebenarm.
10. ↑  Der Landkreis Heidenheim (Hrsg. Landesarchivdirektion Baden-Württemberg und Landkreis Heidenheim). Band I. Thorbecke Verlag, Stuttgart 1999, S. 600 [Gerstetten: Geschichte der Stadtteile].